# Christian Gotthilf Herrmann
Christian Gotthilf Martin Herrmann (* 8. Februar 1765 in Erfurt; † 26. August 1823 in Weißensee) war ein deutscher evangelischer Theologe, Hochschullehrer und Generalsuperintendent.

## Leben
Herrmann besuchte die Erfurter Elementarschule und das Erfurter Gymnasium. Er studierte an den Universitäten in Göttingen und Erfurt. Nach Abschluss 1789 wurde er Katechet an der Mädchenschule der Predigergemeinde Erfurt. In dieser Zeit erhielt er die Promotion zum Dr. phil. und habilitierte sich darauf an der Erfurter Universität. Er wurde dort 1790 außerordentlicher Professor der Philosophie und außerdem 1791 Professor am örtlichen Gymnasium sowie Diaconus (2. Pfarrer) an der Reglerkirche. Ebenfalls 1791 erhielt er die Ernennung zum Mitglied an der Akademie gemeinnütziger Wissenschaften zu Erfurt, an der er anschließend fortwährend tätig war. 1798 wechselte er als Diaconus zur Kaufmannsgemeinde. In dieser Zeit war er auch Redakteur der Erfurter gelehrten Zeitung.
Herrmann ging 1803 als Generalsuperintendent und Konsistorialrat nach Heiligenstadt an das dort neugegründete Konsistorium. Er wurde dort zugleich erster protestantischer Pfarrer seit der Gegenreformation. Dort verblieb er, bis in Erfurt eine preußische Regierung eingesetzt wurde. Er wurde 1816 zum Konsistorial- und geistlichen Departementsrat ernannt. 1817 wurde er dann Superintendent und Senior des evangelischen Ministeriums der Erfurter Diözese. In dieser Zeit intensivierte er wieder seine Mitarbeit an der Erfurter Akademie der Wissenschaften. 1823 verstarb er auf einer Dienstreise in Weißensee an einem Herzinfarkt.

## Publikationen (Auswahl)
- Kant und Hemsterhuis in Rücksicht ihrer Definitionen der Schönheit, nebst Einwürfe gegen letzteren, Erfurt 1793.
- Die uns von Gott erzeigt Wohltaten, als dringende Aufgabe zu seinem Lobe, Erfurt 1793.
- Lehrbuch der christlichen Religion: zum Gebrauch in Gymnasien und mittlern Schulen, Keyser, Erfurt 1796.
- Anecdota ad historiam Erfurtensem pertinentia, Erfurt 1820.